# Sistema somatosensorial

Homúnculo sensorial.

El sistema somatosensorial comprende un complejo del organismo que consiste en centros de recepción y proceso, cuya función es producir modalidades de estímulo tales como el tacto, la temperatura, la propiocepción (posición del cuerpo) y la nocicepción (nociceptores: informan del dolor). Los receptores sensoriales actúan en la piel, el epitelio, el músculo esquelético, los huesos y articulaciones, órganos internos. Mientras que el tacto es considerado uno de los cinco sentidos tradicionales, la impresión del tacto está formada por varias modalidades. En medicina, el término coloquial "tacto" es usualmente reemplazado por "sentidos somáticos", con el objeto de reflejar en forma apropiada la variedad de mecanismos involucrados. 
El sistema reacciona a los estímulos usando diferentes receptores: termorreceptores, mecanorreceptores y quimiorreceptores. La transmisión de información desde los receptores pasa por vía de los nervios sensoriales a través de tractos en la médula espinal y en el cerebro. 
El proceso tiene lugar principalmente en el área somatosensorial primaria ubicada en el giro poscentral del lóbulo parietal de la corteza cerebral.
En resumen, el sistema se activa cuando una neurona sensorial es impulsada por algún estímulo específico, como el calor; esta neurona pasa a un área del cerebro especialmente atribuida al área del cuerpo que ha recibido el estímulo. 

## Anatomía
El sistema somatosensorial se extiende a través de todas las regiones importantes del cuerpo del mamífero (y otros vertebrados). Se compone de receptores sensoriales y neuronas sensoriales (aferentes) en la periferia (piel, músculo y órganos), hasta neuronas más profundas dentro del sistema nervioso central.

### Vía somatosensorial
Un recorrido somatosensorial por lo general consta de tres neuronas sensitivas: primaria, secundaria y terciaria. 
- La neurona sensorial primaria tiene su soma en el ganglio espinal del nervio espinal (si el estímulo está en la cabeza o cuello, se trata del ganglio de Gasser o ganglios nerviosos situados en otros nervios craneales).
- La neurona sensorial secundaria tiene su soma en la médula espinal y en el tronco del encéfalo. El axón ascendente atraviesa en forma de decusación hacia el lado opuesto en la médula espinal o el tronco del encéfalo. Los axones de muchas de estas neuronas terminan en el tálamo (p.ej. el núcleo ventral posterior), otros terminan en el sistema de activación reticular o en el cerebelo.
- En el caso del tacto y ciertos tipos de dolor, la neurona sensorial terciaria tiene su soma en el núcleo ventral posterior del tálamo y finaliza en el giro poscentral situado en el lóbulo parietal.

### Periferia
En la periferia, el sistema somatosensorial detecta varios estímulos por medio de los receptores sensoriales, por ejemplo, los mecanorreceptores que detectan la sensación de tacto y los nociceptores que detectan el dolor. La información sensorial (tacto, dolor, temperatura, etc.) es entonces transmitida al sistema nervioso central por medio de las neuronas aferentes. Existen diferentes tipos de éstas, los cuales varían en tamaño, estructura y propiedades. Generalmente existe una correlación entre el tipo de modalidad sensorial detectada y el tipo de neurona aferente involucrada. Por ejemplo, neuronas lentas, delgadas, no mielinizadas conducen el dolor, en tanto que neuronas veloces, gruesas y mielinizadas conducen el tacto superficial.

### Médula espinal
En la médula espinal, el sistema somatosensorial incluye conductos ascendentes desde el cuerpo hacia el cerebro. El giro poscentral en la corteza cerebral constituye un destino primordial como receptor sensorial. Hacia él se proyectan las neuronas de la vía dorsal-lemniscal medial y la vía espinotalámica. Adviértase que numerosas vías somatosensoriales incluyen sinapsis tanto en el tálamo como en la formación reticular antes de llegar a la corteza. Otras vías ascendentes, particularmente aquellas involucradas en el control de la postura son proyectadas hacia el cerebelo. Estas incluyen los tractos espinocerebelosos ventral y dorsal. Otro destino importante de neuronas somatosensoriales aferentes que entran en la médula espinal son aquellas neuronas involucradas en los reflejos segmentales.

### Cerebro
El área somatosensorial primaria en la corteza humana se localiza en el giro poscentral del lóbulo parietal. Aquella constituye el área de recepción sensorial principal del tacto. Al igual que otras áreas sensoriales, existe un mapa que refleja el espacio sensorial de la zona, mediante un homúnculo. Para la corteza somatosensorial primaria, podemos hablar del homúnculo sensorial. Áreas de esta parte del cerebro humano representan ciertas regiones del cuerpo, dependiendo del nivel de importancia de entrada somatosensorial. Por ejemplo, existe una gran región de la corteza dedicada a la sensación en las manos, mientras que a la espalda corresponde un área considerablemente menor (ver imagen). 
Como dato interesante, un estudio reveló que la corteza somatosensorial resultó ser un 21% más gruesa en 24 individuos que padecían migraña, contra un 12% en individuos de control, aunque aún se desconoce el significado de tal diferencia. Asimismo, la información somatosensorial involucrada en la propiocepción y la postura se proyecta hacia una parte enteramente diferente del cerebro, el cerebelo.

### Fisiología

Lóbulos del cerebro.

El proceso de «somatosensación» se inicia con la activación de un «receptor» físico. Estos receptores somatosensoriales yacen en la piel, órganos y músculos. La estructura de estos receptores es muy similar en todos los casos, consistiendo en terminaciones nerviosas libres o almacenadas en cápsulas especiales. Pueden ser activadas por movimiento (mecanorreceptor), presión (mecanorreceptor), estímulos químicos (quimiorreceptor), y/o temperatura. La activación también surge por medio de vibraciones generadas por roces, p.ej un dedo recorriendo una superficie. De esta forma podemos sentir aquellas texturas delicadas en las cuales la escala espacial es menor a 200 µm. Tales vibraciones son del orden de 250Hz, lo cual constituye la sensibilidad de frecuencia óptima en los corpúsculos de Pacini. En cada caso, el principio general de activación es similar; el estímulo causa depolarización en el extremo del nervio y luego una acción potencial es iniciada. En tanto ésta (usualmente) viaja desde adentro hacia la médula.

## Vía somatosensorial general
Toda la información aferente al tacto/vibración asciende a la médula espinal a través de la vía columna dorsal-lemnisco medial-  vía gracilis (T7 y por debajo) o cuneatus (T6 y por encima). El cuneatus envía señales al núcleo coclear indirectamente a través de la sustancia gris espinal, esta información se utiliza para determinar si un sonido percibido es sólo ruido/irritación de las vellosidades. Todas las fibras se cruzan (de izquierda a derecha) en la médula.
Una vía somatosensorial suele tener tres neuronas: de primer orden, de segundo orden y de tercer orden.
1. La neurona de primer orden es un tipo de neurona pseudounipolar y siempre tiene su cuerpo celular en el ganglio de la raíz dorsal del nervio espinal con un axón periférico que inerva los mecanorreceptores táctiles y un axón central que hace sinapsis en la neurona de segundo orden.  Si la vía somatosensorial se encuentra en partes de la cabeza o del cuello no cubiertas por los nervios cervicales, la neurona de primer orden será el ganglios del nervio trigémino o los ganglios de otros nervios craneales sensoriales).
2. La neurona de segundo orden tiene su cuerpo celular en la médula espinal o en el tronco encefálico. Los axones ascendentes de esta neurona se cruzarán (decusarán) hacia el lado opuesto, ya sea en la médula espinal o en el tronco encefálico.
3. En el caso del tacto y ciertos tipos de dolor, la neurona de tercer orden tiene su cuerpo celular en el núcleo ventral posterior del tálamo y termina en el giro postcentral del lóbulo parietal en la corteza somatosensorial primaria (o S1).

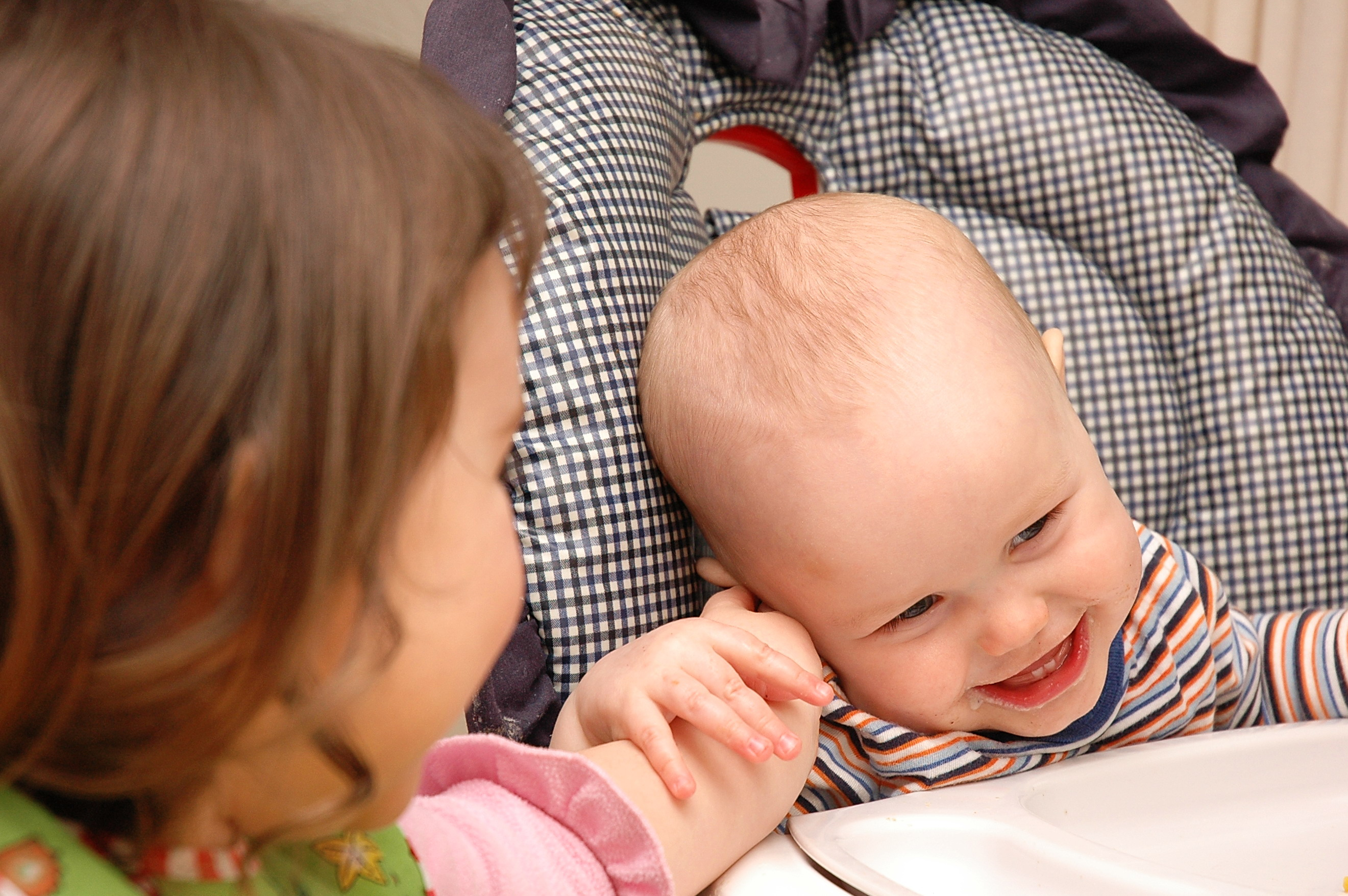
El tacto puede provocar muchas reacciones fisiológicas diferentes. Aquí, un bebé se ríe al recibir cosquillas de una hermana mayor.

Los fotorreceptores, similares a los que se encuentran en la retina del ojo, detectan la radiación ultravioleta potencialmente dañina (ultravioleta A específicamente), induciendo una mayor producción de melanina por parte de los melanocitos. Así pues, el bronceado ofrece potencialmente a la piel una protección rápida frente a los daños en el ADN y las quemaduras solares causadas por la radiación ultravioleta (daños en el ADN causados por el ultravioleta B). Sin embargo, es discutible si esto ofrece protección, porque la cantidad de melanina liberada por este proceso es modesta en comparación con las cantidades liberadas en respuesta al daño del ADN causado por la radiación ultravioleta B.

### Retroalimentación táctil
La retroalimentación táctil de la propiocepción deriva de los propioceptores de la piel, los músculos y las articulaciones.

### Equilibrio
El receptor del sentido del equilibrio reside en el sistema vestibular del oído (para la orientación tridimensional de la cabeza y, por inferencia, del resto del cuerpo). El equilibrio también está mediado por el reflejo cinestésico alimentado por la propiocepción (que percibe la ubicación relativa del resto del cuerpo con respecto a la cabeza). Además, la propiocepción estima la ubicación de los objetos que son percibidos por el sistema visual (que proporciona la confirmación del lugar de esos objetos en relación con el cuerpo), como entrada a los reflejos mecánicos del cuerpo.

### Tacto fino y tacto grueso

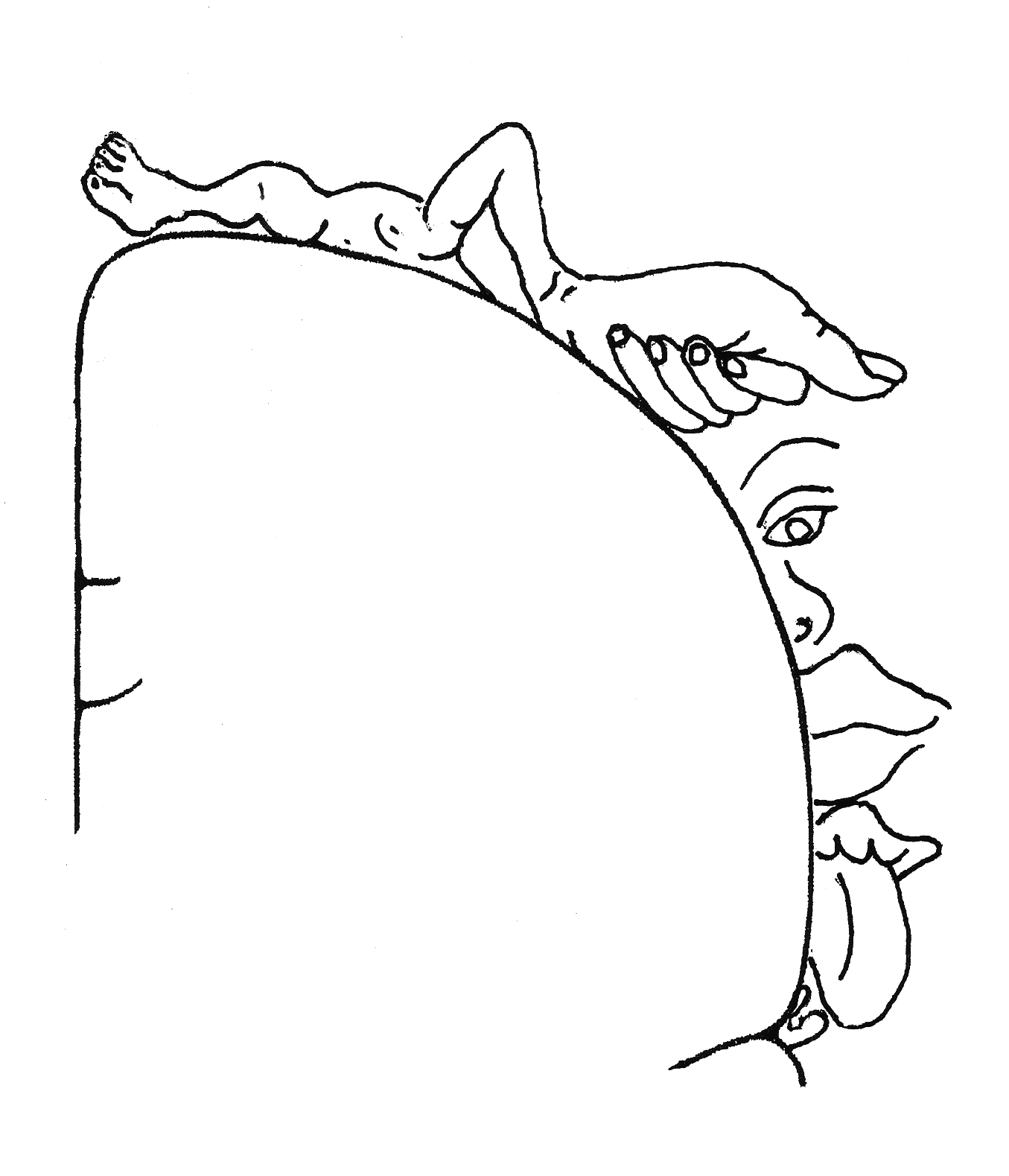
El homúnculo de Penfield, un mapa de las áreas somatosensoriales del cerebro, fue ideado por Wilder Penfield.

El tacto fino (o tacto discriminativo) es una modalidad sensorial que permite a un sujeto sentir y localizar el tacto. La forma de tacto en la que la localización no es posible se conoce como tacto burdo. La vía columna posterior-lemnisco medial es la vía responsable del envío de la información del tacto fino a la corteza cerebral del cerebro.
El tacto crudo (o tacto no discriminativo) es una modalidad sensorial que permite al sujeto percibir que algo le ha tocado, sin poder localizar dónde ha sido tocado (a diferencia del "tacto fino"). Sus fibras se transportan por el tracto espinotalámico, a diferencia del tacto fino, que se transporta por la columna dorsal.
Como el tacto fino funciona normalmente en paralelo al tacto grueso, una persona será capaz de localizar el tacto hasta que las fibras que transportan el tacto fino (Vía columna posterior-lemnisco medial) hayan sido interrumpidas. Entonces el sujeto sentirá el tacto, pero será incapaz de identificar dónde le han tocado.

### Procesamiento neuronal del tacto social
El córtex somatosensorial codifica la información sensorial entrante procedente de receptores de todo el cuerpo. El tacto afectivo es un tipo de información sensorial que provoca una reacción emocional y suele ser de naturaleza social, como un contacto físico humano. En realidad, este tipo de información se codifica de forma diferente a otras informaciones sensoriales. La intensidad del tacto afectivo se sigue codificando en el córtex somatosensorial primario y se procesa de forma similar a las emociones invocadas por la vista y el oído, como ejemplifica el aumento de adrenalina provocado por el tacto social de un ser querido, frente a la incapacidad física de tocar a alguien a quien no se quiere.
Por otra parte, la sensación de placer asociada al tacto afectivo activa el córtex cingulado anterior más que el córtex somatosensorial primario. Los datos de imágenes por resonancia magnética funcional (fMRI) muestran que el aumento de la señal de contraste del nivel de oxígeno en sangre (BOLD) en el córtex cingulado anterior, así como en el córtex prefrontal, está altamente correlacionado con las puntuaciones de agradabilidad de un toque afectivo. La estimulación magnética transcraneal (EMT) inhibitoria del córtex somatosensorial primario inhibe la percepción de la intensidad del tacto afectivo, pero no de su agrado. Por lo tanto, el S1 no está directamente implicado en el procesamiento del tacto afectivo socialmente placentero, pero sigue desempeñando un papel en la discriminación de la ubicación y la intensidad del tacto.
La interacción táctil es importante en la mayoría de los animales. Normalmente, el contacto táctil entre dos animales se produce mediante caricias, lamidos o acicalamiento. Estos comportamientos son esenciales para la salud social del individuo, ya que en el hipotálamo inducen la liberación de oxitocina, una hormona que disminuye el estrés y la ansiedad y aumenta el vínculo social entre animales.
Más concretamente, se ha observado la consistencia de la activación de neuronas de oxitocina en ratas acariciadas por humanos, especialmente en el núcleo paraventricular caudal. Se descubrió que esta relación afiliativa inducida por el contacto táctil es común independientemente de la relación entre los dos individuos (madre-bebé, macho-hembra, humano-animal). También se ha descubierto que el nivel de liberación de oxitocina a través de este comportamiento se correlaciona con el transcurso temporal de la interacción social, ya que las caricias más prolongadas inducían una mayor liberación de la hormona.
También se ha observado la importancia de la estimulación somatosensorial en animales sociales como los primates. El acicalamiento forma parte de la interacción social que los primates ejercen sobre sus congéneres. Esta interacción es necesaria entre los individuos para mantener la relación afiliativa dentro del grupo, evitar conflictos internos y aumentar el vínculo grupal. Sin embargo, dicha interacción social requiere el reconocimiento de cada miembro del grupo. Por ello, se ha observado que el tamaño del neocórtex está positivamente correlacionado con el tamaño del grupo, lo que refleja un límite en el número de miembros reconocibles entre los que puede producirse el acicalamiento. Además, el curso temporal del acicalamiento está relacionado con la vulnerabilidad debida a la depredación a la que están expuestos los animales mientras realizan dicha interacción social. La relación entre la interacción táctil, la reducción del estrés y el vínculo social depende de la evaluación de los riesgos que se producen durante la realización de tales comportamientos en la vida salvaje, y se requieren más investigaciones para desvelar la conexión entre el cuidado táctil y el nivel de aptitud.

### Variación individual
Diversos estudios han medido e investigado las causas de las diferencias entre individuos en el sentido del tacto fino. Un área bien estudiada es la agudeza espacial táctil pasiva, la capacidad de resolver los detalles espaciales finos de un objeto presionado contra la piel inmóvil. Se han utilizado diversos métodos para medir la agudeza espacial táctil pasiva, siendo quizás el más riguroso la tarea de orientación con rejilla. En esta tarea los sujetos identifican la orientación de una superficie estriada presentada en dos orientaciones diferentes, que puede aplicarse manualmente o con equipos automatizados. Muchos estudios han demostrado una disminución de la agudeza espacial táctil pasiva con la edad; se desconocen las razones de este declive, pero puede incluir la pérdida de receptores táctiles durante el envejecimiento normal. Sorprendentemente, la agudeza espacial táctil pasiva del dedo índice es mejor entre los adultos con dedos índices más pequeños; se ha demostrado que este efecto del tamaño de los dedos subyace a la mejor agudeza espacial táctil pasiva de las mujeres, por término medio, en comparación con los hombres. La densidad de corpúsculos táctiles, un tipo de mecanorreceptor que detecta vibraciones de baja frecuencia, es mayor en los dedos más pequeños; lo mismo puede ocurrir con las células de Merkel, que detectan las hendiduras estáticas importantes para la agudeza espacial fina. Entre los niños de la misma edad, los que tienen dedos más pequeños también tienden a tener mejor agudeza táctil. Muchos estudios han demostrado que la agudeza espacial táctil pasiva es mayor en las personas ciegas que en las videntes de la misma edad, posiblemente debido a la plasticidad modal cruzada en la corteza cerebral de los individuos ciegos. Tal vez también debido a la plasticidad cortical, los individuos que han sido ciegos desde el nacimiento, según se informa, consolidan la información táctil más rápidamente que las personas videntes.

## Tecnología
La tecnología háptica puede proporcionar sensación de tacto en entornos reales y virtuales.[cita requerida]

## Sociedad y cultura
La tecnología háptica puede proporcionar sensación táctil en entornos virtuales y reales. En el campo de la logopedia, la retroalimentación táctil puede utilizarse para tratar trastornos del habla.
El tacto afectuoso está presente en la vida cotidiana y puede adoptar múltiples formas. Estas acciones, sin embargo, parecen conllevar funciones específicas aunque no se comprenda del todo el beneficio evolutivo de una gama tan amplia de comportamientos. Los investigadores estudiaron los patrones de expresión y las características de 8 acciones de tacto afectuoso diferentes (abrazar, coger, besar, inclinarse, acariciar, apretar, acariciar y hacer cosquillas) en un estudio de autoinforme. Se encontró que el toque afectuoso tiene distintas áreas objetivo en el cuerpo, diferente afecto asociado, valor de confort y frecuencia de expresión basada en el tipo de acción de toque que se realiza.
Además de las consecuencias sensoriales bastante obvias del tacto, también puede afectar a aspectos cognitivos de mayor nivel, como los juicios sociales y la toma de decisiones. Este efecto podría deberse a un proceso de andamiaje físico-mental en el desarrollo temprano, en el que las experiencias sensoriomotoras están vinculadas a la aparición del conocimiento conceptual. Estos vínculos pueden mantenerse durante toda la vida, de modo que tocar un objeto puede indicar la sensación física de su procesamiento conceptual relacionado. De hecho, se ha descubierto que diferentes propiedades físicas -peso, textura y dureza- de un objeto tocado pueden influir en el juicio social y la toma de decisiones. Por ejemplo, los participantes describieron un pasaje de una interacción social como más duro cuando tocaban un bloque de madera duro en lugar de una manta blanda antes de la tarea. A partir de estos hallazgos, la capacidad del tacto para influir inconscientemente en estos pensamientos de orden superior puede proporcionar una herramienta novedosa para las estrategias de marketing y comunicación.